# Georg Ihde
Georg Ihde (* 10. September 1943 in Crivitz) ist ein deutscher Politiker (FDP). Er war von 1990 bis 1994 Mitglied des Landtages Mecklenburg-Vorpommern und von 1998 bis 1999 Vorsitzender der FDP Mecklenburg-Vorpommern.

## Leben und Beruf
Georg Ihde besuchte 1950 bis 1960 die Schule und machte 1960 bis 1963 eine Ausbildung als Elektroinstallateur. 1963 bis 1965 leistete er Wehrdienst bei der NVA. 1965 bis 1970 besuchte er die Ingenieurschule Wismar und wurde 1972 Elektromeister. 1974 übernahm er den elterlichen Elektrobetrieb. 1980 bis 1982 studierte er an der TH Ilmenau und schloss das Studium als Fachingenieur Lichttechnik ab. Er war Mitglied der Elektroinnung und Kreishandwerkerschaft sowie stellvertretender Kreishandwerkermeister in Schwerin.
Georg Ihde ist verheiratet und hat zwei Kinder.

## Politik
Georg Ihde war bis 1989 parteilos und trat im Mai 1989 der LDPD bei. Er war stellvertretender Landesvorsitzender und von 1998 bis 1999 Landesvorsitzender der FDP Mecklenburg-Vorpommern. Bei der Landtagswahl in Mecklenburg-Vorpommern 1990 wurde er über die Landesliste der FDP in den Landtag Mecklenburg-Vorpommern gewählt und gehörte dem Landtag bis zum Ende der Wahlperiode am 15. November 1994 an. Im Landtag war er Vorsitzender des Wirtschaftsausschusses, Mitglied des Petitionsausschusses, des Finanzausschusses, des Sozialausschusses, des Untersuchungsausschusses „Vertragsabschlüsse Schiffbau und Schiffahrt“ und parlamentarischer Geschäftsführer der FDP-Fraktion.